# Simon Gagné
Simon Gagné (* 29. února 1980, Sainte-Foy) je bývalý kanadský lední hokejista, křídelní útočník. S kanadskou reprezentací vyhrál olympijský turnaj na hrách v Salt Lake City roku 2002 a Světový pohár 2004. Má rovněž stříbro z mistrovství světa z roku 2005 a mistrovství světa juniorů konaného v roce 1999. Zúčastnil se též olympijských her v Turíně roku 2006 (7. místo). Byl nominován i na domácí olympiádu ve Vancouveru 2010, ale v přípravném kempu se zranil, tým opustil a turnaje se tak nezúčastnil. Do NHL naskočil v roce 1999 a působil v ní do roku 2015, kdy ukončil kariéru. První deset sezón strávil v klubu Philadelphia Flyers, poté ještě vystřídal dresy Tampa Bay Lightning, Los Angeles Kings a Boston Bruins. S Los Angeles vyhrál v roce 2012 Stanley Cup. Jeho bilance v základní části NHL je: 822 utkání, 601 kanadských bodů, 291 branek. V play-off (Stanleyově poháru) přidal 109 zápasů, 59 bodů a 37 gólů.